# San Giovanni a Porta Latina

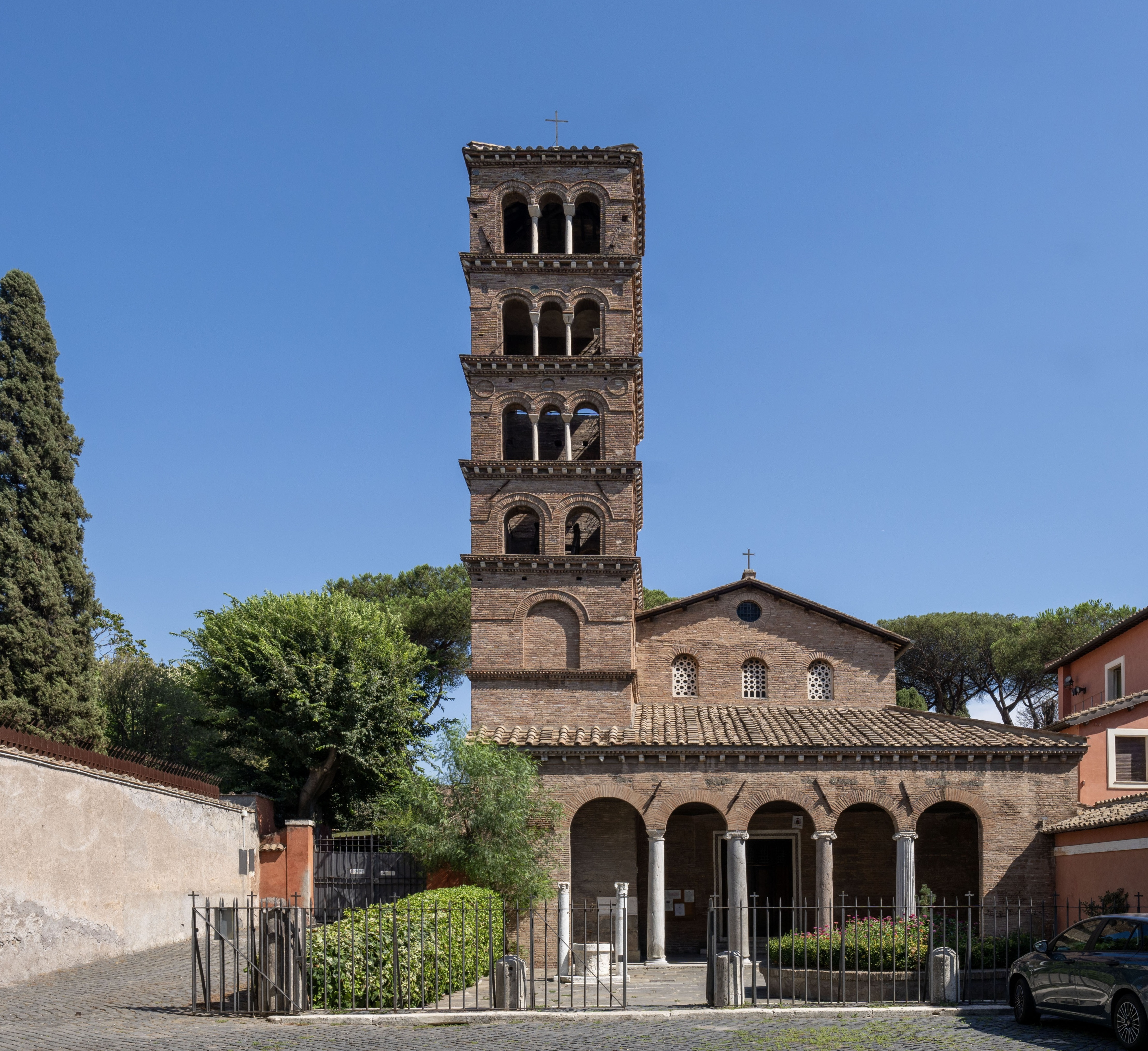
San Giovanni a Porta Latina,
Bauperioden um 490 / nach 1050 / um 1200

San Giovanni a Porta Latina (lat.: Sancti Ioannis ante Portam Latinam) ist eine Basilika in der Nähe der Porta Latina in Rom. Sie liegt am innerstädtischen Teilstück der Via Latina, innerhalb der Aurelianischen Mauer.

## Baugeschichte

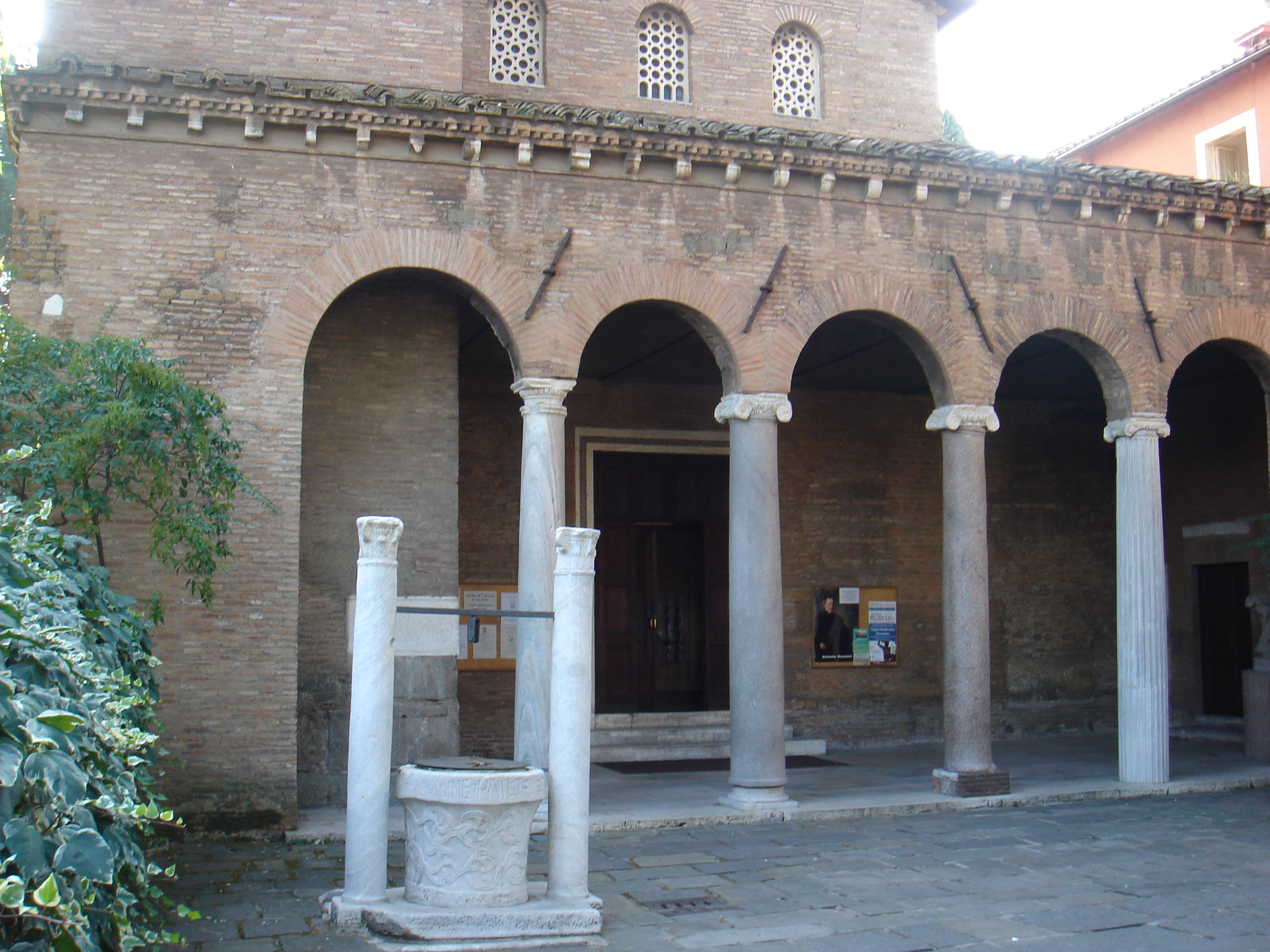
Vorhalle und Brunnen aus dem 9. Jahrhundert

Unter Papst Gelasius I. (492–496) entstand um 490 der erste Kirchenbau, wahrscheinlich beeinflusst durch den damals in Rom eingeführten Kult zu Ehren des Evangelisten Johannes, der hier sein (überlebtes) Martyrium erlitten haben soll. Weil Baunachrichten fehlen, muss sich die Datierung auf gefundene Dachziegel aus dem 5. Jahrhundert und die archäologische Untersuchung der Bausubstanz stützen. Es ist eine nach Südosten ausgerichtete dreischiffige Basilika mit Vorhalle (ca. 31 m lang), einem verhältnismäßig breiten Mittelschiff (7,5 m) und schmalen Seitenschiffen (2,7 m), getrennt durch je sechs Arkaden auf fünf Spoliensäulen aus Granit und weißem Marmor mit ionischen Kapitellen. Das Mittelschiff geht über in einen querrechteckigen Vorchor und eine Apsis mit drei großen Rundbogenfenstern; als architektonische Besonderheit für Rom gilt, dass die Apsis innen halbkreisförmig und außen polygonal geformt ist. Die Seitenschiffe münden in Höhe des Vorchors in Nebenräume, die mit kleinen Apsiden abschließen. Diese sogenannten Pastophorien dienten zur Niederlegung der Opfergaben (Prothesis) und zur Aufbewahrung der liturgischen Gewänder und Gerätschaften (Diakonikon vergleichbar mit Sakristei); sie sind charakteristisch für den byzantinischen Kirchenbau, der bei dieser kleinen Basilika offensichtlich als Vorbild gedient hat. Vergleichbare byzantinische Baumerkmale finden sich auch bei Santa Maria Antiqua. Mittelschiff und Seitenschiffe hatten einen offenen Dachstuhl.
Bereits im 9. Jahrhundert ist der Vorplatz mit Brunnen angelegt worden; der Brunnen trägt eine frühmittelalterliche Inschrift mit dem Namen des Bildhauers „Stephanus“, der damit das früheste Meistersignum dieser Epoche hinterlassen hat.
In den Jahren nach 1050 wurden Langhaus und Vorhalle auf den alten Fundamenten und in den gleichen Ausmaßen unter Verwendung vieler Bauteile des Altbaus neu errichtet, wie jüngere Bauuntersuchungen gezeigt haben. Dabei blieben von der frühchristlichen Basilika die drei Apsiden, Vorchor und Pastophorien sowie Mauerteile der linken Außenwand erhalten. Durch eine Weihinschrift ist überliefert, dass die erneute Kirchweihe nach Beendigung der Bauarbeiten erst 1191 durch Papst Coelestin III. vorgenommen worden ist. Auch der im 11. Jahrhundert begonnene Campanile wurde erst im 12. Jahrhundert fertiggestellt.
Die Vorhalle (Narthex) stammt aus dem 12. Jahrhundert; bei den vier ionischen Säulen handelt es sich um antike Spoliensäulen. An der rechten Innenwand sind die Reste von Schrankenplatten der Schola cantorum mit besonders guter Steinmetzarbeit (um 1200) eingemauert.
Die während des 16. bis 19. Jahrhunderts durchgeführten Veränderungen am Außenbau und im Innern hat man im 20. Jahrhundert wieder beseitigt, um die Basilika in den mittelalterlichen Zustand zurückzuversetzen.

## Kircheninneres

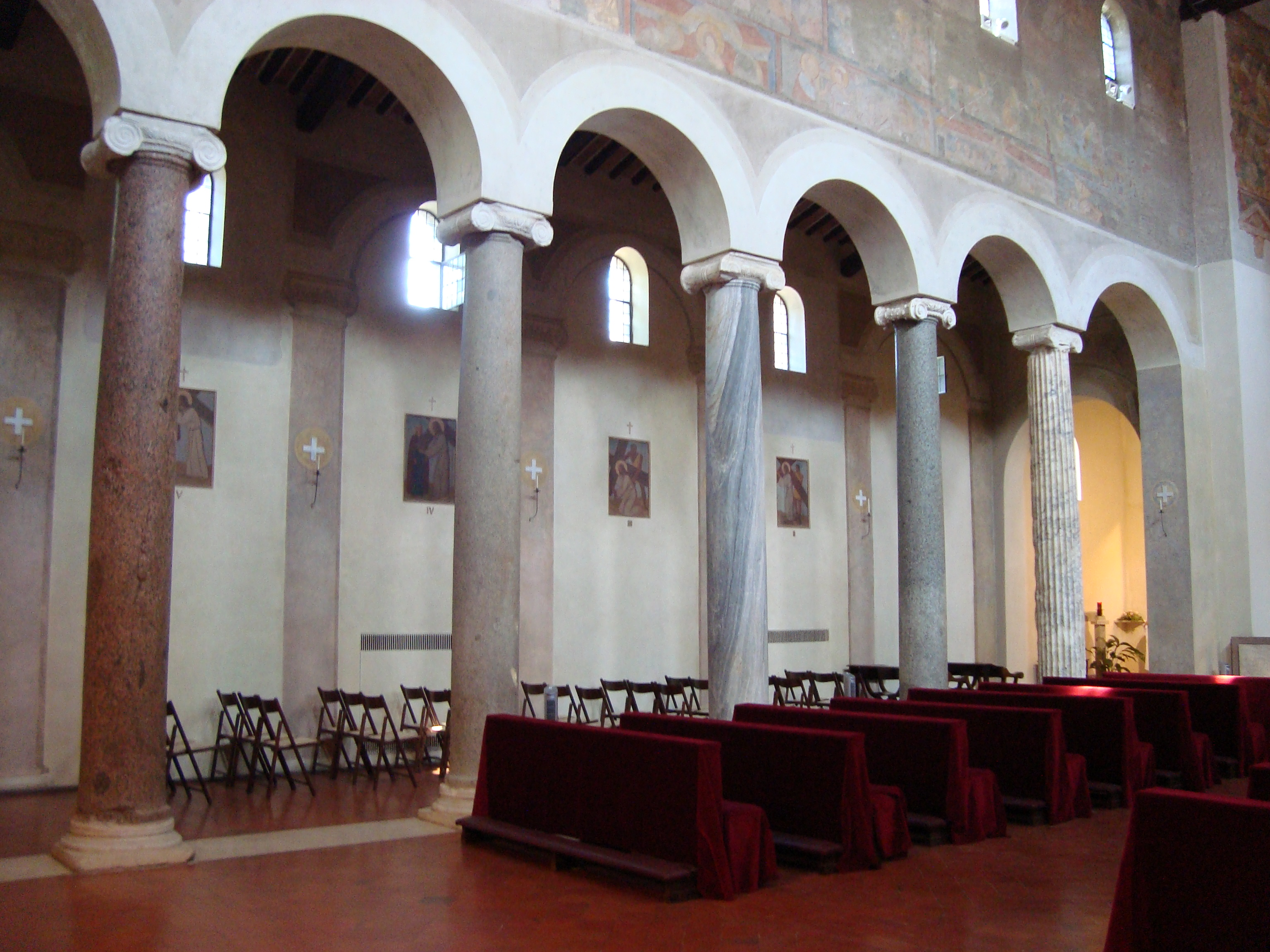
Unterschiedliche Spoliensäulen im Mittelschiff

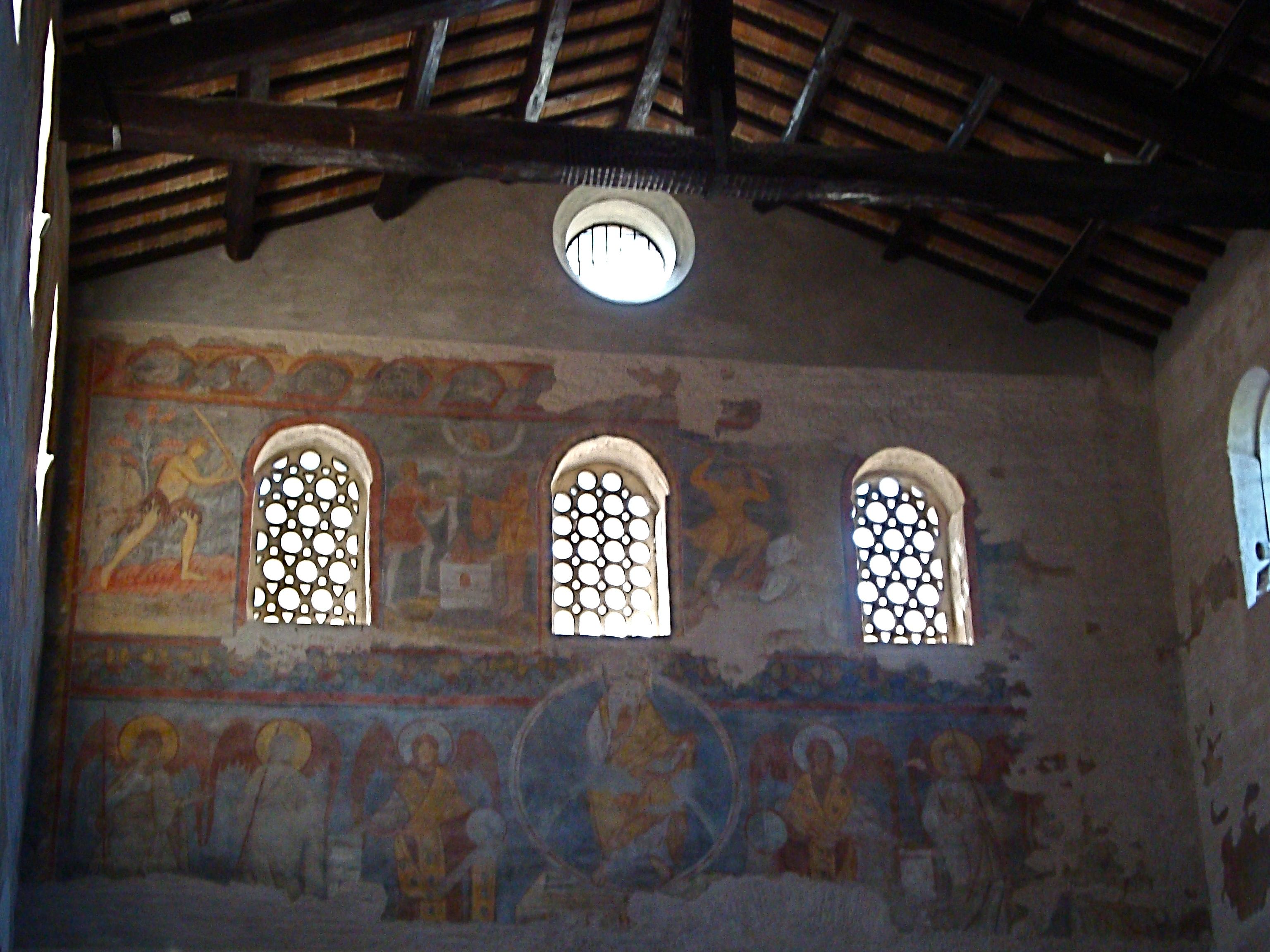
Fresken an der Eingangswand (um 1200)

Die besonders qualitätvollen Wandmalereien an den Innenwänden aus der Zeit um 1200 wurden 1914 wiederentdeckt und anschließend restauriert. Der Zyklus besteht aus 46 Einzelbildern in drei Registern übereinander. Der oberste Bildstreifen beginnt an der rechten Hochschiffwand links oben und verläuft rundum über die Eingangswand und die linke Seitenwand bis zum Triumphbogen. Darunter folgen zwei weitere Register unter Aussparung der Eingangswand. In dem Zyklus wechseln sich Szenen aus dem Alten und Neuen Testament ab. An der Eingangswand ist im oberen Register die Geschichte von Kain und Abel sowie darunter Christus als Weltenrichter zwischen Engeln dargestellt. Auf der Triumphbogenwand ist das apokalyptische Lamm zwischen den vier Evangelistensymbolen erhalten geblieben (stark beschädigt).
Über die ursprüngliche Ausmalung der Apsis ist nichts bekannt. In den Pastophorien haben sich Freskenreste vom Ende des 8. Jahrhunderts erhalten.

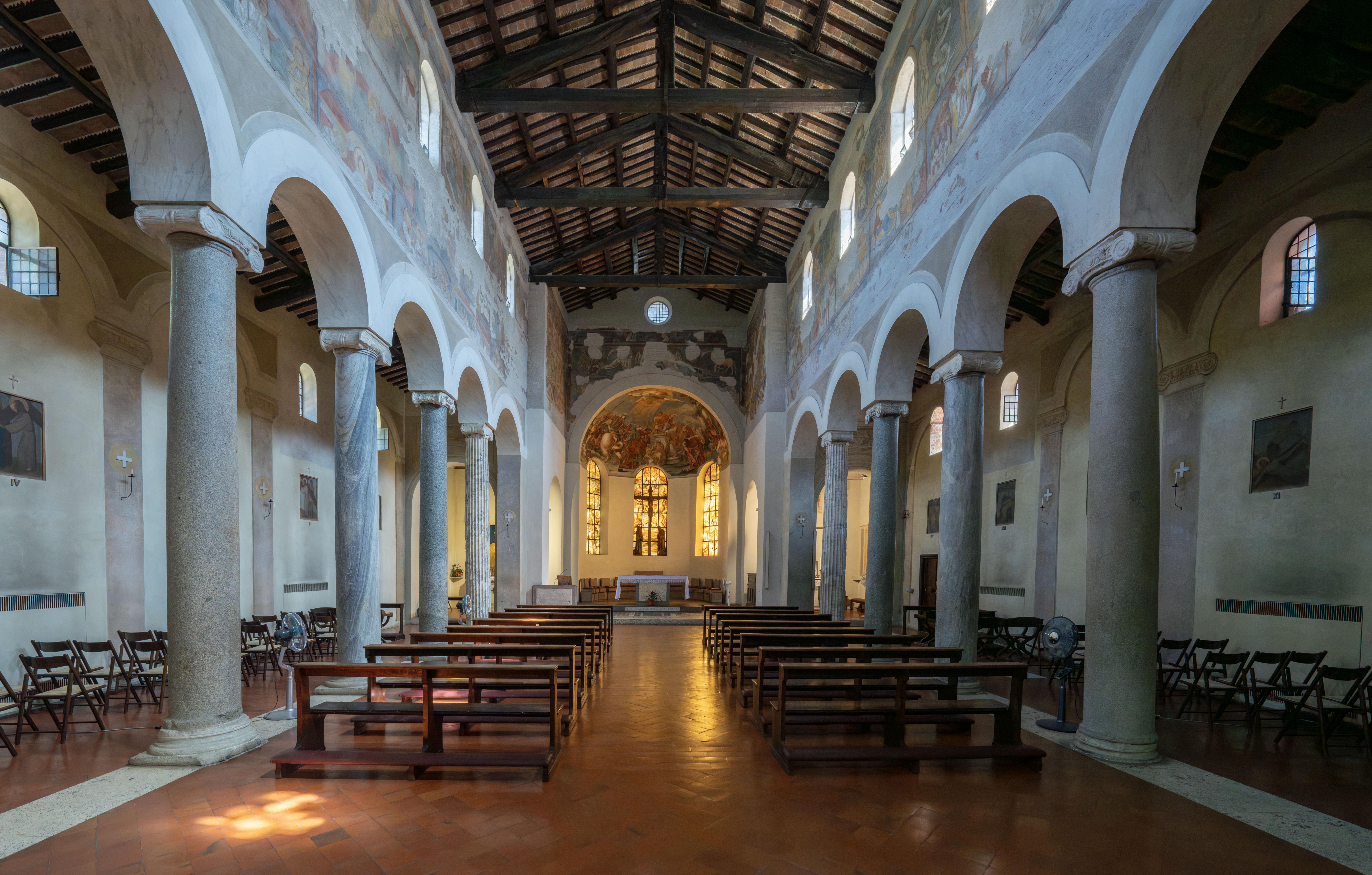
Innenansicht Richtung Altar
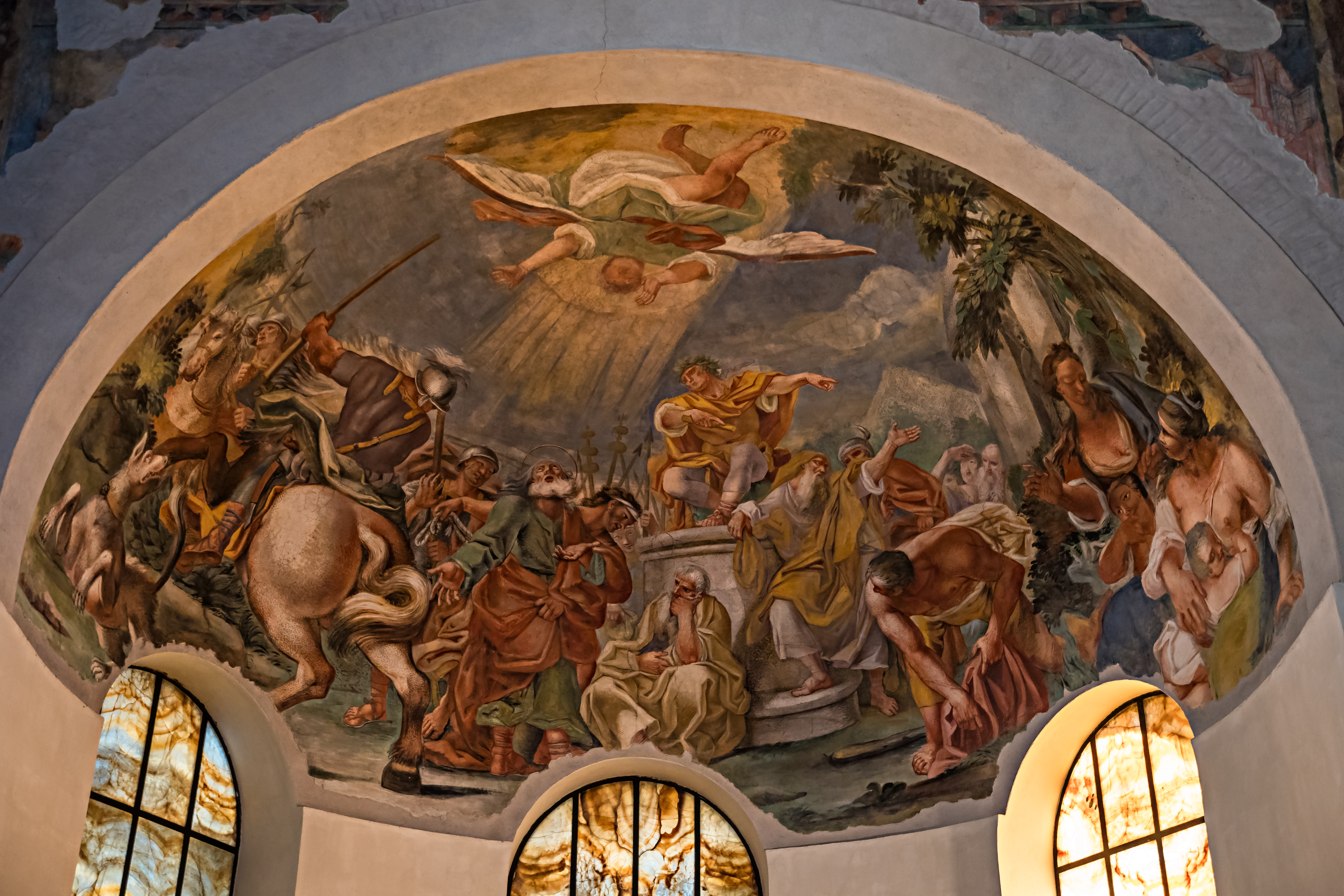
Apsis (Mittelschiff)
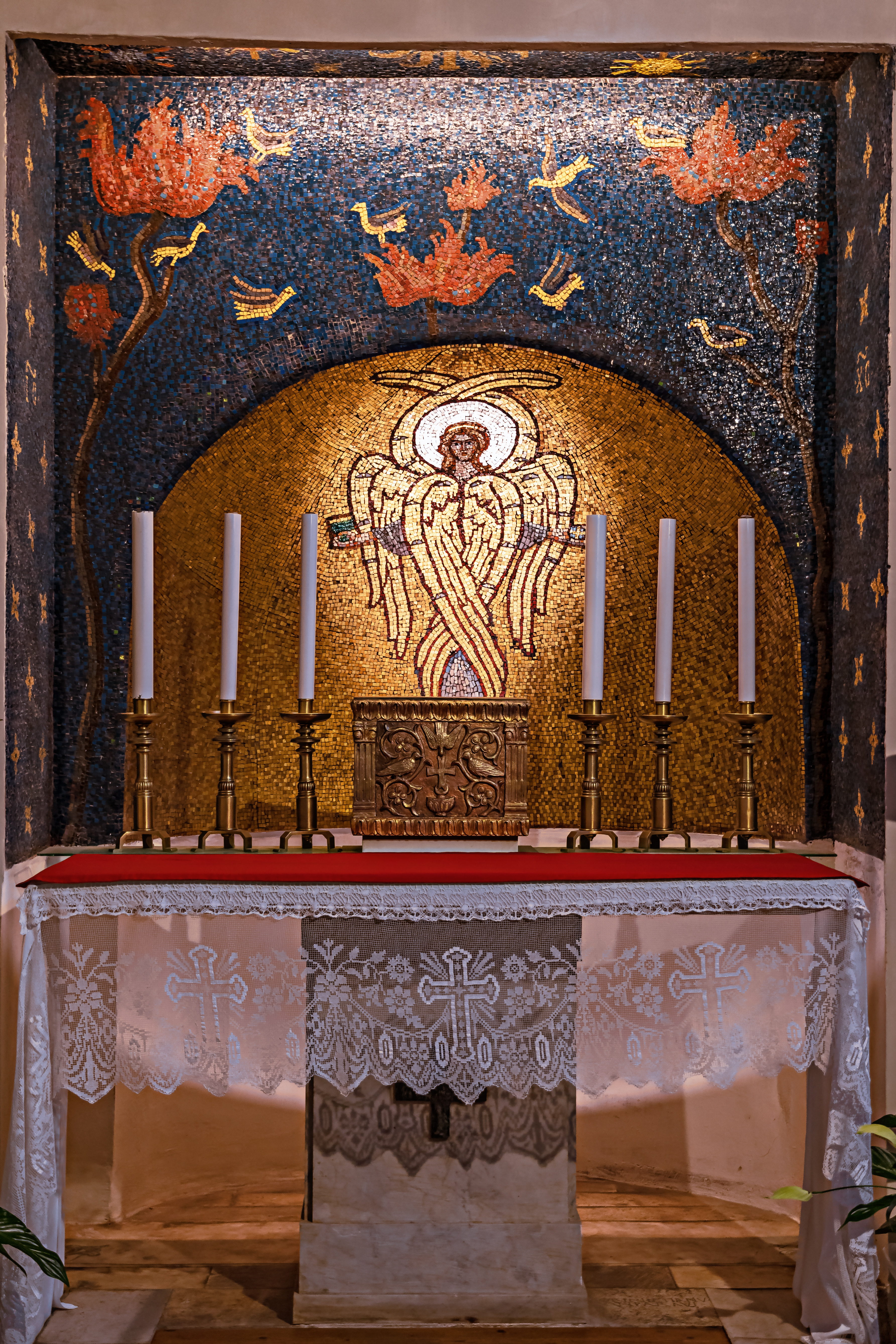
Altar im linken Seitenschiff

## Kardinalpriester
San Giovanni a Porta Latina wurde 1517 durch Papst Leo X. zur Titelkirche eines Kardinalpriesters erhoben. Darunter befinden sich die Kölner Erzbischöfe Felix Kardinal von Hartmann (1914–1919) und Josef Kardinal Frings (1946–1978).
- Liste der Kardinalpriester von San Giovanni a Porta Latina